# Gerardus Johannes Mulder
Gerardus Johannes Mulder, född 27 december 1802 i Utrecht, död 18 april 1880 i Bennekom, var en nederländsk kemist. Han var far till Eduard Mulder.
Mulder var 1840–1868 professor i Utrecht och blev bekant genom sina undersökningar över proteinerna i djurkroppar samt en därav föranledd vetenskaplig fejd med Justus von Liebig, vilken gick segrande ur striden. Mulder utgav bland annat Proeve eener algemeene physiologische scheikunde (1843–1850; även utgiven på engelska och tyska) och redigerade 1826–1832, jämte Hermann van Hall och Willem Vrolik, "Bijdragen tot de natuurkundige wetenschappen" samt 1833-35 ensam och 1836–1838 i förening med Willem Wenckebach "Natuur- en scheikundig archief", vidare "Bulletin des sciences physiques et naturelles en Néerlande" (1839–1840); tillsammans med Friedrich Anton Wilhelm Miquel och Willem Wenckebach) och "Scheikundige onderzoekingen gedaan in het laboratorium der Utrechtsche Hoogeschool" (sex band, 1842–1851). Mulder utförde även en mängd undersökningar i teknisk kemi och agrikulturkemi. Bland hithörande arbeten märks Chemie der Ackerkrume (tre band, 1861–1864) samt undersökningar över humusämnena. Han invaldes som utländsk ledamot av svenska Vetenskapsakademien 1850.